# Aneta Kaušaitė
Aneta Kaušaitė (Šiauliai, 30 novembre 1970) è un'ex cestista lituana, fino al 1990 sovietica, professionista nella WNBA.

## Carriera
Con la Lituania ha disputato i Campionati europei del 1997.